# Jenni Calder
Jenni Calder (geboren 1941 in Chicago) ist eine britische Literaturhistorikerin.

## Leben
Jenni Calder ist die Tochter des Literaturkritikers David Daiches, der während des Zweiten Weltkriegs an der britischen Botschaft in den USA eingesetzt war und 1951 nach Cambridge zurückkehrte, und einer Schottin. Sie studierte in New Hall, Cambridge, und erhielt einen MPhil am Birkbeck in London. Sie heiratete den Historiker Angus Calder, Sohn von Peter Ritchie Calder, sie haben zwei Töchter und einen Sohn, die Ehe wurde geschieden.
Calder arbeitet seit 1971 in Schottland als freie Schriftstellerin und Dozentin. Sie hielt sich drei Jahre in Kenia auf.  Zwischen 1978 und 2001 war sie in verschiedenen Funktionen am National Museum of Scotland tätig. Sie leitete zeitweise das Edinburgh Book Festival.
Ihre historischen und literaturkritischen Arbeiten konzentrieren sich auf schottische Themen, so die Emigration von Schotten in die Neue Welt, den Schriftsteller R. L. Stevenson sowie weibliche Autoren. Sie hat mehrere Anthologien mit Lyrik veröffentlicht. Calder schreibt auch Gedichte, die sie unter ihrem Geburtsnamen Jenni Daiches veröffentlicht.

## Schriften (Auswahl)

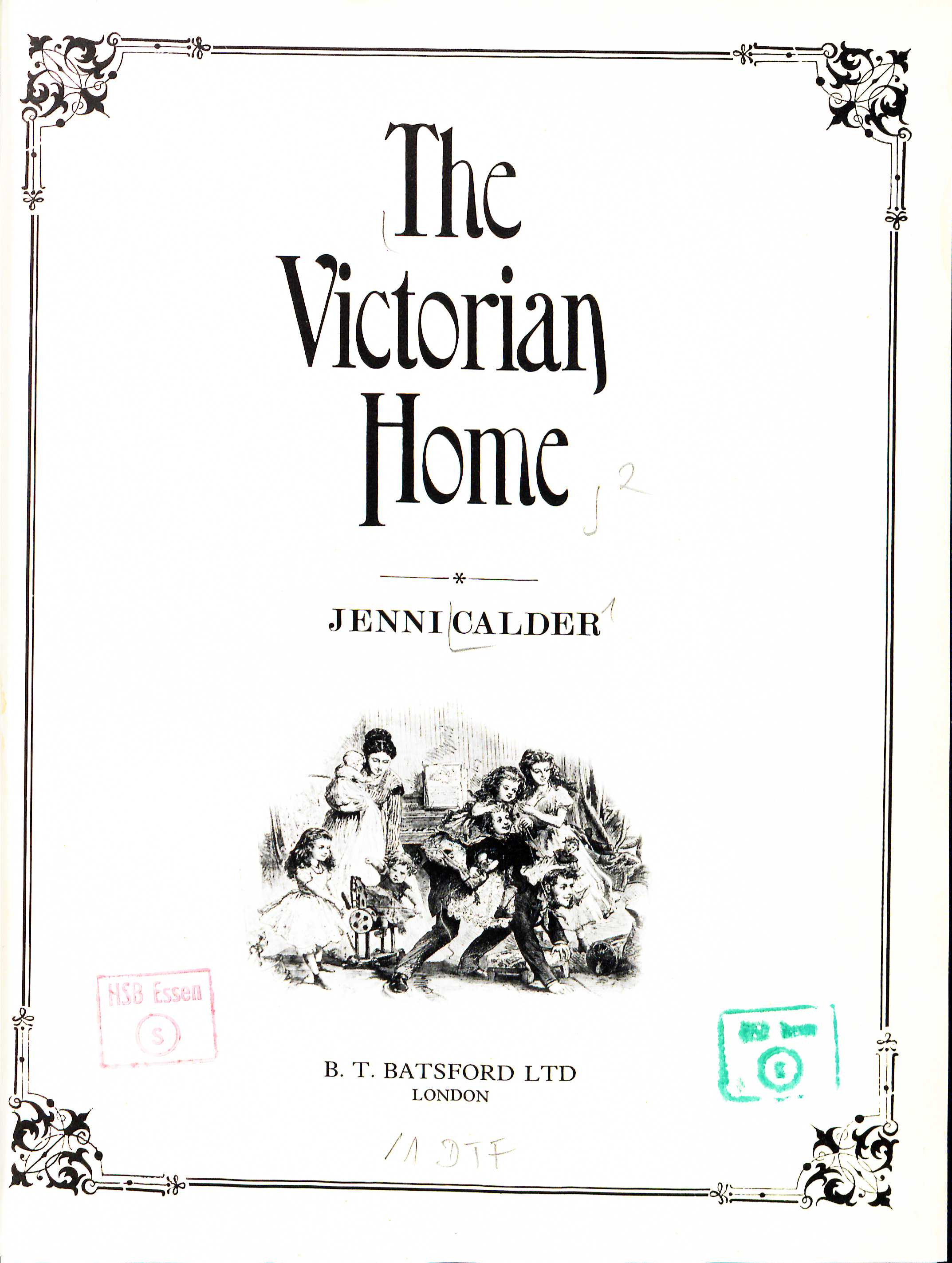
Jenni Calder: The Victorian Home (1977)

- Chronicles of Conscience. A Study of George Orwell and Arthur Koestler. London: Secker & Warburg, 1968
- mit Angus Calder: Scott. London : Evans, 1969
- There Must Be a Lone Ranger: The myth and reality of the American Wild West. Hamish Hamilton, 1974
- Huxley Brave New World and Orwell Nineteen Eighty Four. Edward Arnold, 1976
- Women and Marriage in Victorian Fiction. Thames And Hudson, 1976
- The Victorian Home. London : Batsford, 1977
- Heroes: From Byron to Guevara. Hamish Hamilton, 1977
- RLS: A Life Study of Robert Louis Stevenson. Hamish Hamilton, 1980
- (Hrsg.): Stevenson and Victorian Scotland. Edinburgh University Press, 1981
- The Hero as Lover : Byron and Women, in: Alan Bold (Hrsg.): Byron : wrath and rhyme. London : Vision, 1983, S. 103–124
- Animal Farm and Nineteen Eighty Four. Open University, 1988
- Hrsg.: The Wealth of a Nation. Publications Office, Edinburgh, 1989
- Scotland in Trust: The National Trust for Scotland, 1990
- The Story of the Scottish Soldier, 1600-1914. National Museums of Scotland, 1992
- Enterprising Scot: Scottish Adventure and Achievemt. National Museums of Scotland, 1995
- Jenni Daiches: Mediterranean. Gedichte. Scottish Cultural Press, 1995
- The Nine Lives of Naomi Mitchison. Biografie. Virago, 1997
- Reading, writing and reverberations. 2003 [über ihren Vater]
- Not Nebuchadnezzar. Autobiografie. Luath Press, 2005
- Jenni Daiches: Smoke. Gedichte über den Holocaust. Kettillonia, 2005
- Scots in the USA. Luath Press, 2006